# Mexico op de Paralympische Zomerspelen 2020
Mexico was een van de landen die deelnam aan de Paralympische Zomerspelen 2020 in Tokio, Japan.

## Medailleoverzicht
| Atletiek    | Jose Rodolfo Chessani Garcia                                       | 400 m, T38 (m)                        | Goud   |  |  |
| Atletiek    | Monica Olivia Rodriguez Saavedra Gids: Kevin Teadoro Aguilar Perez | 1500 m, T11 (v)                       | Goud   |  |  |
| Bankdrukken | Amalia Perez                                                       | -61 kg (v)                            | Goud   |  |  |
| Taekwondo   | Juan Diego Lopez Garcia                                            | -75 kg, K44 (m)                       | Goud   |  |  |
| Zwemmen     | Arnolfo Castorena                                                  | 50 m schoolslag, SB2 (m)              | Goud   |  |  |
| Zwemmen     | Jesus Hernandez Hernandez                                          | 150 m individuele wisselslag, SM3 (m) | Goud   |  |  |
| Zwemmen     | Diego Lopez Diaz                                                   | 50 m vrije slag, S3 (m)               | Goud   |  |  |
|             |                                                                    |                                       |        |  |  |
| Atletiek    | Gloria Zarza Guadarrama                                            | Kogelstoten, F54 (v)                  | Zilver |  |  |
| Zwemmen     | Diego Lopez Diaz                                                   | 200 m vrije slag, S3 (m)              | Zilver |  |  |
|             |                                                                    |                                       |        |  |  |
| Atletiek    | Rosa Carolina Castro Castro                                        | Discuswerpen, F38 (v)                 | Brons  |  |  |
| Atletiek    | Juan Pable Cervantes Garcia                                        | 100 m, T54 (m)                        | Brons  |  |  |
| Atletiek    | Rosa Maria Guerrero Cazares                                        | Discuswerpen, F55 (v)                 | Brons  |  |  |
| Atletiek    | Leonarde de Jesus Perez Juarez                                     | 100 m, T52 (m)                        | Brons  |  |  |
| Atletiek    | Rebeca Valenzuela Alvarez                                          | Kogelstoten, F12 (v)                  | Brons  |  |  |
| Judo        | Eduardo Adrian Avila Sanchez                                       | -81 kg (m)                            | Brons  |  |  |
| Judo        | Lenia Fabiola Ruvalcaba Alvarez                                    | -70 kg (v)                            | Brons  |  |  |
| Zwemmen     | Andel de Jesus Camacho Ramirez                                     | 50 m rugslag, S4 (m)                  | Brons  |  |  |
| Zwemmen     | Jesus Hernandez Hernandez                                          | 200 m vrije slag, S3 (m)              | Brons  |  |  |
| Zwemmen     | Jesus Hernandez Hernandez                                          | 50 m schoolslag, SB2 (m)              | Brons  |  |  |
| Zwemmen     | Diego Lopez Diaz                                                   | 50 m rugslag, S3 (m)                  | Brons  |  |  |
| Zwemmen     | Nely Miranda Herrera                                               | 50 m schoolslag, SB3 (v)              | Brons  |  |  |
| Zwemmen     | Fabiola Ramirez                                                    | 100 m rugslag, S2 (v)                 | Brons  |  |  |

## Deelnemers en resultaten
(m) = mannen, (v) = vrouwen, (g) = gemengd 

### Atletiek

#### Baanonderdelen
| Atleet                                                             | Onderdeel       | Series              | Series              | Halve finale        | Halve finale        | Finale              | Finale              |
| Atleet                                                             | Onderdeel       | Resultaat           | Rang                | Resultaat           | Rang                | Resultaat           | Rang                |
| ------------------------------------------------------------------ | --------------- | ------------------- | ------------------- | ------------------- | ------------------- | ------------------- | ------------------- |
| Juan Pablo Cervantes Garcia                                        | 100 m, T54 (m)  | Niet van toepassing | Niet van toepassing | 0:13.85             | 2e                  | 0:13.87             | Brons               |
| Juan Pablo Cervantes Garcia                                        | 400 m, T54 (m)  | Niet van toepassing | Niet van toepassing | 0:48.31             | 13e                 | Niet gekwalificeerd | Niet gekwalificeerd |
| Jose Rodolfo Chessani Garcia                                       | 400 m, T38 (m)  | Niet van toepassing | Niet van toepassing | 0:50.84             | 1e                  | 0:49.99             | Goud                |
| Jorge Benjamin Gonzalez Sauceda                                    | 400 m, T13 (m)  | Niet van toepassing | Niet van toepassing | 0:50.53             | 10e                 | Niet gekwalificeerd | Niet gekwalificeerd |
| Edgar Cesareo Navarro Sanchez                                      | 100 m, T51 (m)  | Niet van toepassing | Niet van toepassing | Niet van toepassing | Niet van toepassing | 0:22.92             | 5e                  |
| Edgar Cesareo Navarro Sanchez                                      | 200 m, T51 (m)  | Niet van toepassing | Niet van toepassing | Niet van toepassing | Niet van toepassing | 0:41.04             | 5e                  |
| Edgar Cesareo Navarro Sanchez                                      | 400 m, T52 (m)  | Niet van toepassing | Niet van toepassing | Gediskwalificeerd   | DSQ                 | Niet gekwalificeerd | Niet gekwalificeerd |
| Leonarde de Jesus Perez Juarez                                     | 100 m, T52 (m)  | Niet van toepassing | Niet van toepassing | Niet van toepassing | Niet van toepassing | 0:17.44             | Brons               |
| Leonarde de Jesus Perez Juarez                                     | 400 m, T52 (m)  | Niet van toepassing | Niet van toepassing | 1:02.92             | 6e                  | 1:01.66             | 5e                  |
| Leonarde de Jesus Perez Juarez                                     | 1500 m, T52 (m) | Niet van toepassing | Niet van toepassing | Niet van toepassing | Niet van toepassing | 3:54.82             | 5e                  |
|                                                                    |                 |                     |                     |                     |                     |                     |                     |
| Diana Laura Coraza Castaneda Gids: Jorge Gaspar Cerna              | 400 m, T11 (v)  | 1:01.01             | 6e                  | 1:01.34             | 7e                  | Niet gekwalificeerd | Niet gekwalificeerd |
| Diana Laura Coraza Castaneda Gids: Jorge Gaspar Cerna              | 1500 m, T11 (v) | 5:38.83             | 8e                  | Niet van toepassing | Niet van toepassing | Niet gekwalificeerd | Niet gekwalificeerd |
| Monica Olivia Rodriguez Saavedra Gids: Kevin Teadoro Aguilar Perez | 1500 m, T11 (v) | 4:47.27             | 1e                  | Niet van toepassing | Niet van toepassing | 4:37.40             | Goud                |
| Daniela Eugenia Velasco Maldonado Gids: Cesar Daniel Belman Ortiz  | 400 m, T12 (v)  | 1:00.39             | 5e                  | Niet van toepassing | Niet van toepassing | Niet gekwalificeerd | Niet gekwalificeerd |
| Daniela Eugenia Velasco Maldonado Gids: Cesar Daniel Belman Ortiz  | 1500 m, T13 (v) | 4:47.16             | 4e                  | Niet van toepassing | Niet van toepassing | 4:40.25             | 7e                  |

#### Veldonderdelen
| Paralympiër                        | Onderdeel             | Resultaat           | Prestatie           |
| ---------------------------------- | --------------------- | ------------------- | ------------------- |
| Edgar Ismael Barajas Barajas       | Kogelstoten, F57 (m)  | 11e                 | 11.33               |
| Edgar Ismael Barajas Barajas       | Speerwerpen, F57 (m)  | 8e                  | 40.25               |
| Bryan Leonel Enriquez Gonzalez     | Kogelstoten, F37 (m)  | 5e                  | 13.94               |
| Edgar Ulises Fuentes Yanez         | Speerwerpen, F54 (m)  | 6e                  | 28.87               |
| Eliezer Gabriel Buenaventura       | Speerwerpen, F46 (m)  | 5e                  | 60.28               |
| Jorge Benjamin Gonzalez Sauceda    | Verspringen, T13 (m)  | 5e                  | 6.48                |
| Erick Ortiz Monroy                 | Kogelstoten, F53 (m)  | Geen geldige poging | Geen geldige poging |
| Mario Santana Ramos Hernandez      | Kegelwerpen, F51 (m)  | 4e                  | 30.25               |
| Jose Roman Ruiz Castro             | Kogelstoten, F36 (m)  | 4e                  | 14.42               |
|                                    |                       |                     |                     |
| Rosa Carolina Castro Castro        | Discuswerpen, F38 (v) | Brons               | 33.73               |
| Floralia Estrada Bernal            | Kogelstoten, F57 (v)  | 8e                  | 8.60                |
| Floralia Estrada Bernal            | Discuswerpen, F57 (v) | 4e                  | 30.34               |
| Rosa Maria Guerrero Cazares        | Discuswerpen, F55 (v) | Brons               | 24.11               |
| Leticia Ochoa Delgado              | Discuswerpen, F53 (v) | 7e                  | 11.58               |
| Angeles Ortiz Hernandez            | Kogelstoten, F57 (v)  | 4e                  | 10.40               |
| Estela Salas                       | Discuswerpen, F53 (v) | 8e                  | 11.00               |
| Belen Montserrat Sanchez Dominguez | Discuswerpen, F55 (v) | 7e                  | 21.32               |
| Rebeca Valenzuela Alvarez          | Kogelstoten, F12 (v)  | Brons               | 13.72               |
| Rebeca Valenzuela Alvarez          | Speerwerpen, F13 (v)  | 7e                  | 30.02               |
| Gloria Zarza Guadarrama            | Kogelstoten, F54 (v)  | Zilver              | 8.06                |

### Bankdrukken
| Paralympiër                       | Onderdeel   | Resultaat           | Prestatie           |
| --------------------------------- | ----------- | ------------------- | ------------------- |
| Jose de Jesus Castillo Castillo   | -107 kg (m) | 5e                  | 220.0               |
|                                   |             |                     |                     |
| Perla Patricia Barcenas           | +86 kg (v)  | 4e                  | 135.0               |
| Mayra Alejandra Hernandez Godinez | -50 kg (v)  | Geen geldige poging | Geen geldige poging |
| Amalia Perez                      | -61 kg (v)  | Goud                | 131.0               |

### Boccia
| Paralympiër           | Onderdeel            | Groepsfase                | Groepsfase             | Groepsfase                      | Groepsfase                    | Positie | Finalefase           | Finalefase           | Finalefase           | Plaats |
| Paralympiër           | Onderdeel            | Wedstrijd I               | Wedstrijd II           | Wedstrijd III                   | Wedstrijd IV                  | Positie | Kwartfinale          | Halve finale         | (Troost)finale       | Plaats |
| Paralympiër           | Onderdeel            | Tegenstander Uitslag      | Tegenstander Uitslag   | Tegenstander Uitslag            | Tegenstander Uitslag          | Positie | Tegenstander Uitslag | Tegenstander Uitslag | Tegenstander Uitslag | Plaats |
| --------------------- | -------------------- | ------------------------- | ---------------------- | ------------------------------- | ----------------------------- | ------- | -------------------- | -------------------- | -------------------- | ------ |
| Edoardo Sanchez Reyes | Individueel, BC1 (g) | GBR David Smith W met 7-5 | CHN Zhang Qi V met 3-5 | ARG Mauricio Ibarbure V met 4-5 | JPN Takumi Nakamura W met 9-1 | 3e      | Niet gekwalificeerd  | Niet gekwalificeerd  | Niet gekwalificeerd  | 9e     |

### Boogschieten
| Paralympiër     | Onderdeel                      | Kwalificatie | Kwalificatie | 1e ronde                              | 2e ronde                   | 3e ronde             | Kwartfinale          | Halve finale         | (troost)Finale       | Rang |
| Paralympiër     | Onderdeel                      | Score        | Positie      | Tegenstander Uitslag                  | Tegenstander Uitslag       | Tegenstander Uitslag | Tegenstander Uitslag | Tegenstander Uitslag | Tegenstander Uitslag | Rang |
| --------------- | ------------------------------ | ------------ | ------------ | ------------------------------------- | -------------------------- | -------------------- | -------------------- | -------------------- | -------------------- | ---- |
| Omar Echeverria | Individueel, compound open (m) | 659          | 33e          | CRC Diego Quesada Arias V met 131-139 | Uitgeschakeld              | Uitgeschakeld        | Uitgeschakeld        | Uitgeschakeld        | Uitgeschakeld        | 33e  |
| Samuel Molina   | Individueel, recurve open (m)  | 609          | 13e          | Niet van toepassing                   | SLO Dejan Fabcic V met 6-0 | Uitgeschakeld        | Uitgeschakeld        | Uitgeschakeld        | Uitgeschakeld        | 17e  |

### Judo
| Paralympiër                     | Onderdeel  | Resultaat | Prestatie |
| ------------------------------- | ---------- | --------- | --- |
| Eduardo Adrian Avila Sanchez    | -81 kg (m) | Brons     | Kwartfinale: W van UKR Dmytro Solovey Halve finale: V van UZB Davurkhon Karomatov Bronzen finale: W van FRA Nathan Petit        |
|                                 |            |           | |
| Lenia Fabiola Ruvalcaba Alvarez | -70 kg (v) | Brons     | Kwartfinale: V van GEO Ina Kaldani Herkansingen, finale: W van GRE Theodora Paschalidou Bronzen finale: W van TUR Raziye Ulucam |

### Paardensport
| Paralympiër            | Onderdeel                               | Resultaat | Prestatie |
| ---------------------- | --------------------------------------- | --------- | --------- |
| Ignacio Trevino Fuerte | Dressuur, verplichte kür, graad III (g) | 17e       | 62.824%   |

### Roeien
| Atleet               | Onderdeel                     | Heats     | Heats | Herkansingen | Herkansingen | A/B finale | A/B finale | Eindklassering |
| Atleet               | Onderdeel                     | Resultaat | Rang  | Resultaat    | Rang         | Resultaat  | Rang       | Eindklassering |
| -------------------- | ----------------------------- | --------- | ----- | ------------ | ------------ | ---------- | ---------- | -------------- |
| Michel Munoz Malagon | Eenpersoons scull, PR1M1x (m) | 11:39.88  | 9e    | 10:16.31     | 7e QB        | 11:25.84   | 3e         | 9e             |

### Taekwondo
| Paralympiër                      | Onderdeel       | Resultaat | Prestatie |
| -------------------------------- | --------------- | --------- | --- |
| Juan Diego Lopez Garcia          | -75 kg, K44 (m) | Goud      | Kwartfinale: W van AZE Abulfaz Abuzarli met 38-5 Halve finale: W van RPC Magomedzagir Isaldibirov met 14-12 Finale: W van IRI Mahdi Pourrahnama Ahmad Gourabi met 26-20                                                             |
| Francisco Alejandro Pedroza Luna | +75 kg, K44 (m) | 5e        | 1/8e finale: V van LBA Mohamed Alsanousi Abidar met 25-28 Herkansingen, 1e ronde: W van TUR Mehmet Vasif Yakut met 23-2 Herkansingen, finale: W van KAZ Nyshan Omirali met 18-15 Bronzen finale: V van RPC Zainutdin Ataev met 4-18 |
|                                  |                 |           | |
| Daniela Andrea Martinez Mariscal | +58 kg, K44 (v) | 9e        | 1/8e finale: W van FRA Laura Schiel met 36-2 Kwartfinale: V van BRA Debora Bezerra de Menezes met 12-24 Herkansingen, 1e ronde: V van IRI Rayehe Shahab met 10-17                                                                   |

### Tafeltennis
| Paralympiër                 | Onderdeel         | Groepsfase                            | Groepsfase                   | Groepsfase                     | Positie | Finalefase           | Finalefase           | Finalefase           | Finalefase           | Plaats |
| Paralympiër                 | Onderdeel         | Wedstrijd I                           | Wedstrijd II                 | Wedstrijd III                  | Positie | 1/8e finale          | Kwartfinale          | Halve finale         | Finale               | Plaats |
| Paralympiër                 | Onderdeel         | Tegenstander Uitslag                  | Tegenstander Uitslag         | Tegenstander Uitslag           | Positie | Tegenstander Uitslag | Tegenstander Uitslag | Tegenstander Uitslag | Tegenstander Uitslag | Plaats |
| --------------------------- | ----------------- | ------------------------------------- | ---------------------------- | ------------------------------ | ------- | -------------------- | -------------------- | -------------------- | -------------------- | ------ |
| Victor Eduardo Reyes Turcio | Enkelspel, C2 (m) | KOR Park Jin Cheol V met 0-3          | SRB Goran Perlic V met 2-3   | Niet van toepassing            | 3e      | Niet gekwalificeerd  | Niet gekwalificeerd  | Niet gekwalificeerd  | Niet gekwalificeerd  | 13e    |
|                             |                   |                                       |                              |                                |         |                      |                      |                      |                      |        |
| Claudia Perez Villalba      | Enkelspel, C7 (v) | NED Kelly van Zon V met 0-3           | FRA Anne Barneoud V met 0-3  | Niet van toepassing            | 3e      | Niet gekwalificeerd  | Niet gekwalificeerd  | Niet gekwalificeerd  | Niet gekwalificeerd  | 7e     |
| Edith Sigala                | Enkelspel, C3 (v) | ARG Veronica Soledad Blanco W met 3-1 | CRO Andela Muzinic V met 0-3 | ITA Michela Brunelli V met 0-3 | 3e      | Niet gekwalificeerd  | Niet gekwalificeerd  | Niet gekwalificeerd  | Niet gekwalificeerd  | 11e    |

### Triatlon
| Paralympiër           | Onderdeel             | Resultaat | Prestatie |
| --------------------- | --------------------- | --------- | --------- |
| Brenda Osnaya Alvarez | Individueel, PTWC (v) | 5e        | 1:16:32   |

### Zwemmen
| Luis Armando Andrade Guillen       | 100 m vrije slag, S8 (m)               | 1:01.21             | 8e                  | 1:01.23             | 8e                  |  |  |
| Luis Armando Andrade Guillen       | 100 m vlinderslag, S8 (m)              | 1:04.94             | 6e                  | 1:04.55             | 7e                  |  |  |
| Luis Armando Andrade Guillen       | 200 m individuele wisselslag, SM8 (m)  | 2:31.60             | 10e                 | Niet gekwalificeerd | Niet gekwalificeerd |  |  |
| Andel de Jesus Camacho Ramirez     | 50 m vrije slag, S4 (m)                | 0:39.74             | 4e                  | 0:39.37             | 4e                  |  |  |
| Andel de Jesus Camacho Ramirez     | 100 m vrije slag, S4 (m)               | 1:28.02             | 3e                  | 1:27.71             | 4e                  |  |  |
| Andel de Jesus Camacho Ramirez     | 200 m vrije slag, S4 (m)               | 3:05.26             | 3e                  | 3:01.50             | 5e                  |  |  |
| Andel de Jesus Camacho Ramirez     | 50 m rugslag, S4 (m)                   | 0:43.99             | 3e                  | 0:43.25             | Brons               |  |  |
| Andel de Jesus Camacho Ramirez     | 150 m individuele wisselslag, SM4 (m)  | 2:51.49             | 9e                  | Niet gekwalificeerd | Niet gekwalificeerd |  |  |
| Arnolfo Castorena                  | 50 m schoolslag, SB2 (m)               | 0:59.04             | 1e                  | 0:59.25             | Goud                |  |  |
| Arnolfo Castorena                  | 150 m individuele wisselslag, SM3 (m)  | 3:22.05             | 6e                  | 3:17.44             | 5e                  |  |  |
| Juan Jose Gutierrez Bermudez       | 100 m vrije slag, S6 (m)               | 1:10.99             | 12e                 | Niet gekwalificeerd | Niet gekwalificeerd |  |  |
| Juan Jose Gutierrez Bermudez       | 400 m vrije slag, S6 (m)               | 5:14.10             | 4e                  | 5:15.23             | 5e                  |  |  |
| Juan Jose Gutierrez Bermudez       | 100 m schoolslag, SB6 (m)              | 1:28.00             | 12e                 | Niet gekwalificeerd | Niet gekwalificeerd |  |  |
| Juan Jose Gutierrez Bermudez       | 200 m individuele wisselslag, SM6 (m)  | 2:48.70             | 4e                  | 2:48.79             | 7e                  |  |  |
| Raul Gutierrez Bermudez            | 100 m vrije slag, S6 (m)               | 1:13.41             | 15e                 | Niet gekwalificeerd | Niet gekwalificeerd |  |  |
| Raul Gutierrez Bermudez            | 400 m vrije slag, S6 (m)               | 5:26.10             | 6e                  | 5:28.62             | 7e                  |  |  |
| Raul Gutierrez Bermudez            | 200 m individuele wisselslag, SM6 (m)  | 2:56.50             | 11e                 | Niet gekwalificeerd | Niet gekwalificeerd |  |  |
| Jesus Hernandez Hernandez          | 50 m vrije slag, S3 (m)                | 0:47.43             | 4e                  | 0:46.19             | 4e                  |  |  |
| Jesus Hernandez Hernandez          | 200 m vrije slag, S3 (m)               | 3:31.06             | 3e                  | 3:23.93             | Brons               |  |  |
| Jesus Hernandez Hernandez          | 50 m rugslag, S3 (m)                   | 0:49.19             | 5e                  | 0:45.75             | 4e                  |  |  |
| Jesus Hernandez Hernandez          | 50 m schoolslag, SB2 (m)               | 1:02.27             | 3e                  | 1:02.27             | Brons               |  |  |
| Jesus Hernandez Hernandez          | 150 m individuele wisselslag, SM3 (m)  | 3:13.08             | 3e                  | 2:56.99             | Goud                |  |  |
| Diego Lopez Diaz                   | 50 m vrije slag, S3 (m)                | 0:47.34             | 3e                  | 0:44.66             | Goud                |  |  |
| Diego Lopez Diaz                   | 200 m vrije slag, S3 (m)               | 3:32.97             | 4e                  | 3:23.57             | Zilver              |  |  |
| Diego Lopez Diaz                   | 50 m rugslag, S3 (m)                   | 0:45.67             | 1e                  | 0:45.66             | Brons               |  |  |
| Diego Lopez Diaz                   | 150 m individuele wisselslag, SM3 (m)  | 3:18.54             | 5e                  | 3:15.84             | 4e                  |  |  |
| Gustavo Sanchez Martinez           | 50 m vrije slag, S4 (m)                | 0:42.89             | 13e                 | Niet gekwalificeerd | Niet gekwalificeerd |  |  |
| Gustavo Sanchez Martinez           | 100 m vrije slag, S4 (m)               | 1:30.80             | 6e                  | 1:35.55             | 8e                  |  |  |
| Gustavo Sanchez Martinez           | 200 m vrije slag, S4 (m)               | 3:07.79             | 6e                  | 3:09.78             | 6e                  |  |  |
| Gustavo Sanchez Martinez           | 50 m rugslag, S4 (m)                   | 0:50.69             | 13e                 | Niet gekwalificeerd | Niet gekwalificeerd |  |  |
| Gustavo Sanchez Martinez           | 50 m schoolslag, SB3 (m)               | 0:56.05             | 9e                  | Niet gekwalificeerd | Niet gekwalificeerd |  |  |
| Gustavo Sanchez Martinez           | 150 m individuele wisselslag, SM4 (m)  | 2:52.35             | 11e                 | Niet gekwalificeerd | Niet gekwalificeerd |  |  |
| Christopher Tronco                 | 200 m vrije slag, S2 (m)               | 5:01.68             | 8e                  | 5:08.34             | 8e                  |  |  |
| Christopher Tronco                 | 50 m rugslag, S2 (m)                   | 1:05.57             | 9e                  | Niet gekwalificeerd | Niet gekwalificeerd |  |  |
| Christopher Tronco                 | 100 m rugslag, S2 (m)                  | 2:26.15             | 9e                  | Niet gekwalificeerd | Niet gekwalificeerd |  |  |
| Christopher Tronco                 | 50 m schoolslag, SB2 (m)               | 1:05.18             | 4e                  | 1:04.46             | 4e                  |  |  |
|                                    |                                        |                     |                     |                     |                     |  |  |
| Haidee Viviana Aceves Perez        | 100 m vrije slag, S4 (v)               | 2:23.34             | 8e                  | 2:22.60             | 8e                  |  |  |
| Haidee Viviana Aceves Perez        | 50 m rugslag, S3 (v)                   | 1:08.48             | 8e                  | 1:07.66             | 7e                  |  |  |
| Matilde Estefania Alcazar Figueroa | 400 m vrije slag, S11 (v)              | 5:26.58             | 4e                  | 5:24.63             | 5e                  |  |  |
| Matilde Estefania Alcazar Figueroa | 100 m rugslag, S11 (v)                 | 1:25.03             | 10e                 | Niet gekwalificeerd | Niet gekwalificeerd |  |  |
| Matilde Estefania Alcazar Figueroa | 200 m individuele wisselslag, SM11 (v) | 3:03.28             | 9e                  | Niet gekwalificeerd | Niet gekwalificeerd |  |  |
| Stefanny Rubi Cristino Zapata      | 50 m vrije slag, S10 (v)               | 0:30.08             | 14e                 | Niet gekwalificeerd | Niet gekwalificeerd |  |  |
| Stefanny Rubi Cristino Zapata      | 100 m vrije slag, S10 (v)              | 1:04.51             | 12e                 | Niet gekwalificeerd | Niet gekwalificeerd |  |  |
| Stefanny Rubi Cristino Zapata      | 400 m vrije slag, S10 (v)              | Niet van toepassing | Niet van toepassing | 4:49.79             | 6e                  |  |  |
| Karina Amayrani Hernandez Torres   | 50 m rugslag, S5 (v)                   | 0:50.30             | 10e                 | Niet gekwalificeerd | Niet gekwalificeerd |  |  |
| Luz Kerena Lopez Valdes            | 100 m vlinderslag, S8 (v)              | Niet van toepassing | Niet van toepassing | 1:24.05             | 5e                  |  |  |
| Nely Miranda Herrera               | 50 m vrije slag, S4 (v)                | 0:43.02             | 5e                  | 0:42.31             | 5e                  |  |  |
| Nely Miranda Herrera               | 50 m rugslag, S4 (v)                   | 0:58.56             | 9e                  | Niet gekwalificeerd | Niet gekwalificeerd |  |  |
| Nely Miranda Herrera               | 50 m schoolslag, SB3 (v)               | 1:02.61             | 2e                  | 1:01.60             | Brons               |  |  |
| Nely Miranda Herrera               | 150 m individuele wisselslag, SM4 (v)  | 3:11.92             | 9e                  | 3:08.71             | 6e                  |  |  |
| Fabiola Ramirez                    | 100 m vrije slag, S3 (v)               | 2:32.47             | 10e                 | Niet gekwalificeerd | Niet gekwalificeerd |  |  |
| Fabiola Ramirez                    | 50 m rugslag, S2 (v)                   | 1:12.59             | 3e                  | 1:12.66             | 4e                  |  |  |
| Fabiola Ramirez                    | 100 m rugslag, S2 (v)                  | 2:52.80             | 6e                  | 2:36.54             | Brons               |  |  |
| Naomi Somellera Mandujano          | 400 m vrije slag, S7 (v)               | Niet van toepassing | Niet van toepassing | 5:54.31             | 8e                  |  |  |
| Naomi Somellera Mandujano          | 100 m schoolslag, SB7 (v)              | 1:41.77             | 5e                  | 1:39.41             | 5e                  |  |  |
| Naomi Somellera Mandujano          | 50 m vlinderslag, S7 (v)               | Niet gestart        | DNS                 | Niet gekwalificeerd | Niet gekwalificeerd |  |  |
| Naomi Somellera Mandujano          | 200 m individuele wisselslag, SM7 (v)  | 3:23.80             | 7e                  | Gediskwalificeerd   | DSQ                 |  |  |
| Patricia Valle                     | 100 m vrije slag, S3 (v)               | 2:11.21             | 6e                  | 2:08.10             | 6e                  |  |  |
| Patricia Valle                     | 50 m rugslag, S3 (v)                   | 1:13.89             | 11e                 | Niet gekwalificeerd | Niet gekwalificeerd |  |  |
| Patricia Valle                     | 50 m schoolslag, SB3 (v)               | 1:05.03             | 6e                  | 1:04.34             | 7e                  |  |  |

Afghanistan · 
Algerije · 
Amerikaanse Maagdeneilanden · 
Angola · 
Argentinië · 
Armenië · 
Aruba · 
Australië · 
Azerbeidzjan · 
Bahrein · 
Barbados · 
Belarus · 
België · 
Benin · 
Bermuda · 
Bosnië en Herzegovina · 
Botswana · 
Brazilië · 
Bulgarije · 
Burkina Faso · 
Burundi · 
Cambodja · 
Canada · 
Centraal-Afrikaanse Republiek · 
Chili · 
China · 
Chinees Taipei · 
Colombia · 
Congo-Brazzaville · 
Congo-Kinshasa · 
Costa Rica · 
Cuba · 
Cyprus · 
Denemarken · 
Dominicaanse Republiek · 
Duitsland · 
Ecuador · 
Egypte · 
El Salvador · 
Estland · 
Ethiopië · 
Faeröer · 
Fiji · 
Filipijnen · 
Finland · 
Frankrijk · 
Gabon · 
Gambia · 
Georgië · 
Ghana · 
Griekenland · 
Groot-Brittannië · 
Guatemala · 
Guinee · 
Guinee‑Bissau · 
Haïti · 
Honduras · 
Hongarije · 
Hongkong · 
Ierland · 
IJsland · 
India · 
Indonesië · 
Irak · 
Iran · 
Israël · 
Italië · 
Ivoorkust · 
Jamaica · 
Japan · 
Jordanië · 
Kaapverdië · 
Kameroen · 
Kazachstan · 
Kenia · 
Kirgizië · 
Koeweit · 
Kroatië · 
Laos · 
Lesotho · 
Letland · 
Libanon · 
Liberia · 
Libië · 
Litouwen · 
Luxemburg · 
Madagaskar · 
Maleisië · 
Mali · 
Malta · 
Marokko · 
Mauritius · 
Mexico · 
Moldavië · 
Mongolië · 
Montenegro · 
Mozambique · 
Namibië · 
Nederland · 
Nepal · 
Nicaragua · 
Nieuw-Zeeland · 
Niger · 
Nigeria · 
Noord-Macedonië · 
Noorwegen · 
Oeganda · 
Oekraïne · 
Oezbekistan · 
Oman · 
Oostenrijk · 
Pakistan · 
Palestina · 
Panama · 
Papoea-Nieuw-Guinea · 
Peru · 
Polen · 
Portugal · 
Puerto Rico · 
Qatar · 
Roemenië · 
Russisch Paralympisch Comité ·
Rwanda · 
Saint Vincent en Grenadines · 
Samoa · 
Saoedi-Arabië · 
Sao Tomé en Principe · 
Senegal · 
Servië · 
Seychellen · 
Sierra Leone · 
Singapore · 
Slovenië · 
Slowakije · 
Somalië · 
Spanje · 
Sri Lanka · 
Syrië · 
Tadzjikistan · 
Tanzania · 
Thailand · 
Togo · 
Tonga · 
Trinidad en Tobago · 
Tsjechië · 
Tunesië · 
Turkije · 
Turkmenistan · 
Uruguay · 
Venezuela · 
Verenigde Arabische Emiraten · 
Verenigde Staten · 
Vietnam · 
Zimbabwe · 
Zuid-Afrika · 
Zuid-Korea · 
Zweden · 
Zwitserland
Paralympisch Vluchtelingen Team